# Crodo
Crodo là một đô thị ở tỉnh Verbano-Cusio-Ossola trong vùng Piedmont, có cự ly khoảng 140 km về phía đông bắc của Torino và khoảng 35 km về phía tây bắc của Verbania. Tại thời điểm ngày 31 tháng 12 năm 2004, đô thị này có dân số 1.487 người và diện tích là 61,8 km².
Đô thị Crodo có các frazioni (đơn vị cấp dưới, chủ yếu là các làng) Alpiano, Rencio, Molinetto, Salecchio (o Bagni), Cravegna, Vegno, Emo, Mozzio, Viceno, Foppiano, Quategno, Braccio, và Maglioggio.
Crodo giáp các đô thị: Baceno, Crevoladossola, Montecrestese, Premia, Varzo.